# クワンチャイ・モリヤ
クワンチャイ・モリヤ（Kwanchai Moriya）は、アメリカ・ロサンゼルス在住のイラストレーター。

## 来歴
カリフォルニア大学デービス校で歴史学の学士号を取得した後、アートセンター・カレッジ・オブ・デザインでイラストレーションの学士号を取得。
ボードゲームや、子供向けの本でイラストを描く。
デザインの幅は広く、アートワーク、グラフィックデザイン、ロゴワーク、タイポグラフィを手掛ける。
ボードゲームや、子供向けの本などを対象にイラストを描く。アートワークで手掛けたボードゲームの人気作には「クリプティッド（Cryptid）」や「ダイナソーワールド（Dinosaur Isrand）」などがある。

## 作品

### ボードゲーム
- Sluff Off! (2003)
- Prêt-à-Porter (2010)
- The Game (2015)
- Kodama: The Tree Spirits (2016)
- Capital Lux (2016)
- Catacombs & Castles (2017)
- Dinosaur Island (2017)
- Cryptid (2018)
- Bosk (2019)
- In the Hall of the Mountain King (2019)
- Capital Lux 2: Generations (2020)
- Under Falling Skies (2020)
- Curious Cargo (2020)
- 7 Summits (2021)

### 本
- Bugs From Head to Tail(2017)
- Birds From Head To Tail(2018)
- Ocean Animals from Head to Tail(2019)